# Ruprechtický potok
Ruprechtický potok patří mezi významnější levostranné přítoky řeky Stěnavy v okrese Náchod v Královéhradeckém kraji. Délka toku činí 5,6 km. Plocha povodí je 12,31 km².

## Průběh toku
Ruprechtický potok pramení v Javořích horách na severním úbočí Ruprechtického Špičáku (880 m n. m.), v nadmořské výšce 680 m, Teče na jih údolím Vodní strž mezi kopci Ruprechtický Špičák a Světlina (797 m n. m.). Na konci údolí se potkává s  cyklistickou trasou č. 4002 a  žlutou turistickou stezkou a teče s nimi souběžně do obce Ruprechtice, kde nejprve zprava, poblíž autobusové zastávky, přibírá kratší bezejmenný přítok. Dále pak Ruprechtický potok přibírá dva delší bezejmenné přítoky. První přitéká zprava od osady Pomeznice, části Meziměstí. Druhý přítok je zleva a pramení v lesním údolí na jv. straně Ruprechtického Špičáku. Přibližně po 200 metrech, za Ruprechticemi, na rozhraní katastrálních území Jetřichova a Hynčic ústí do Stěnavy v nadmořské výšce 420 m, viz mapa.
Ruprechtický potok protéká katastrálním územím obcí Meziměstí, Hynčice a Jetřichov. Výškový rozdíl mezi pramenem (680 m n. m.) a ústím (420 m n. m.) činí 260 m na délce toku 5,6 km.

## Ochrana před povodněmi
Na Ruprechtickém potoce je nainstalováno automatické hladinoměrné čidlo s dálkovým přenosem dat a umístěna vodočetná lať, ukazující míru povodňového nebezpečí. První stupeň povodňové aktivity (1.SPA), stav bdělosti, je v Ruprechticích při výšce vodní hladiny 70 cm, druhý stupeň povodňové aktivity (2.SPA), stav pohotovosti, je při 100 cm a třetí stupeň povodňové aktivity (3.SPA), stav ohrožení, je při 150 cm vodní hladiny potoka.
Čidlo bylo nainstalováno v roce 2010 v rámci projektu Varovný systém ochrany před povodněmi pro obce Broumovska. Tento projekt byl spolufinancován Evropskou unií – Fondem soudržnosti a Státním fondem životního prostředí ČR v rámci Operačního programu Životní prostředí.

## Správa vodního toku
Správcem Ruprechtického potoka je státní podnik Lesy České republiky.